# 祖師谷公園
都立祖師谷公園（とりつ そしがやこうえん）は、東京都世田谷区上祖師谷三丁目にある東京都立公園および都立公園。

## 概要
1943年（昭和18年）8月に防空緑地のひとつとして計画された「祖師ケ谷緑地」に由来する。計画開始から34年後の1975年（昭和50年）6月1日、旧東京教育大学の農場跡地を中心として「祖師谷公園」として開園した。仙川が園内を南北に流れ、公園は東西に分かれている。なお現在も造成は完了しておらず、周囲の土地買収が進められている。その対象のひとつに世田谷一家殺害事件の現場となった家屋（公園北部に所在）も含まれているが、事件が未解決であることから現場保存の意味合いもあり、取り壊し及び公園の造成再開の目処は立っていない。また、東京都の都市計画道路「補助54号線」が公園北部端をかすめるように計画されており、榎交差点より当公園付近（少し先）まで現在事業中である。
なお前述の通り、祖師谷公園はまだ完成しておらず、完成の見通しも立っていない。このことが、公園計画を進めようとする行政と周辺住民の間で問題になっているとの報道が、2012年に噂の!東京マガジンによってなされた。報道によれば、地域が公園予定地に指定されていることで道路整備が進まない等、生活に不便な状況が続いている。「祖師谷公園計画を見直す会」では約1700名の署名を集め、計画の見直しを求めている。一方東京都は、「今後10年間で優先整備区域の1、2ヘクタールを整備する」のが目標であり「計画の見直し」については予定がない、と主張している。

## 交通アクセス
- 小田急バス「駒大グランド前」停留所下車すぐ
  - 成02、成06系統 - 成城学園前駅～千歳烏山駅
  - 歳20系統 - 成城学園前駅～千歳船橋駅
- 仙川駅より徒歩17分。

## ギャラリー

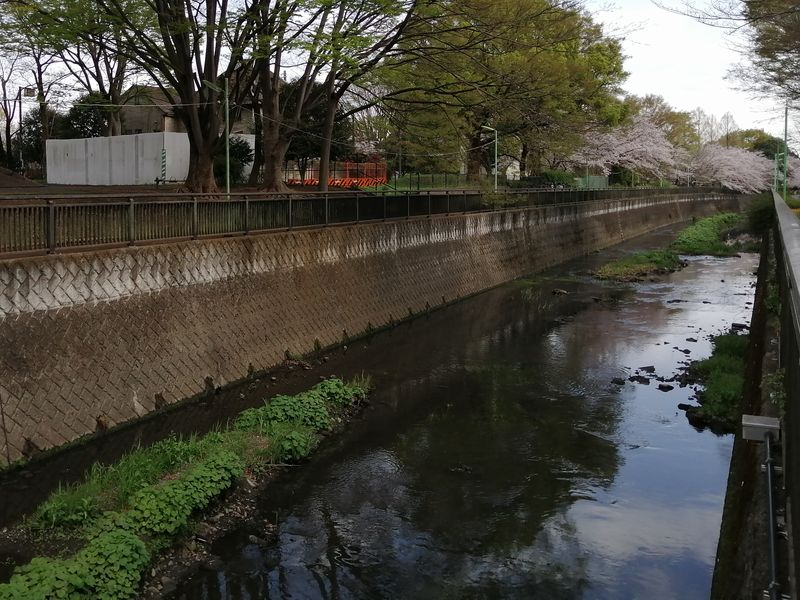
公園北端付近
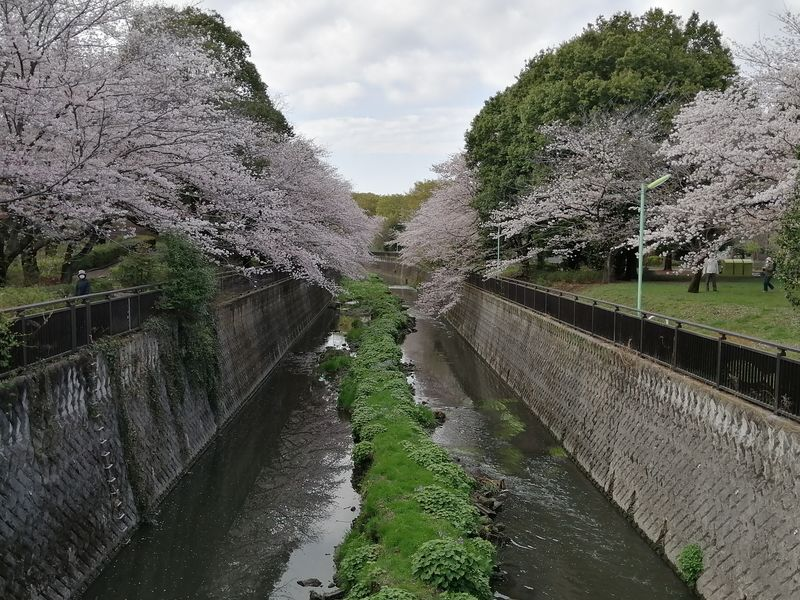
公園内のせきれい橋から上流を望む
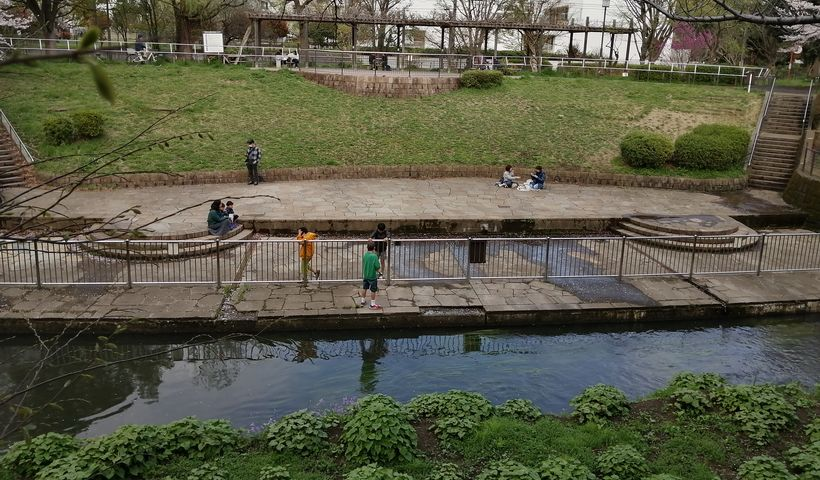
親水テラスでは仙川の水面付近まで降りられる